# Зенковка

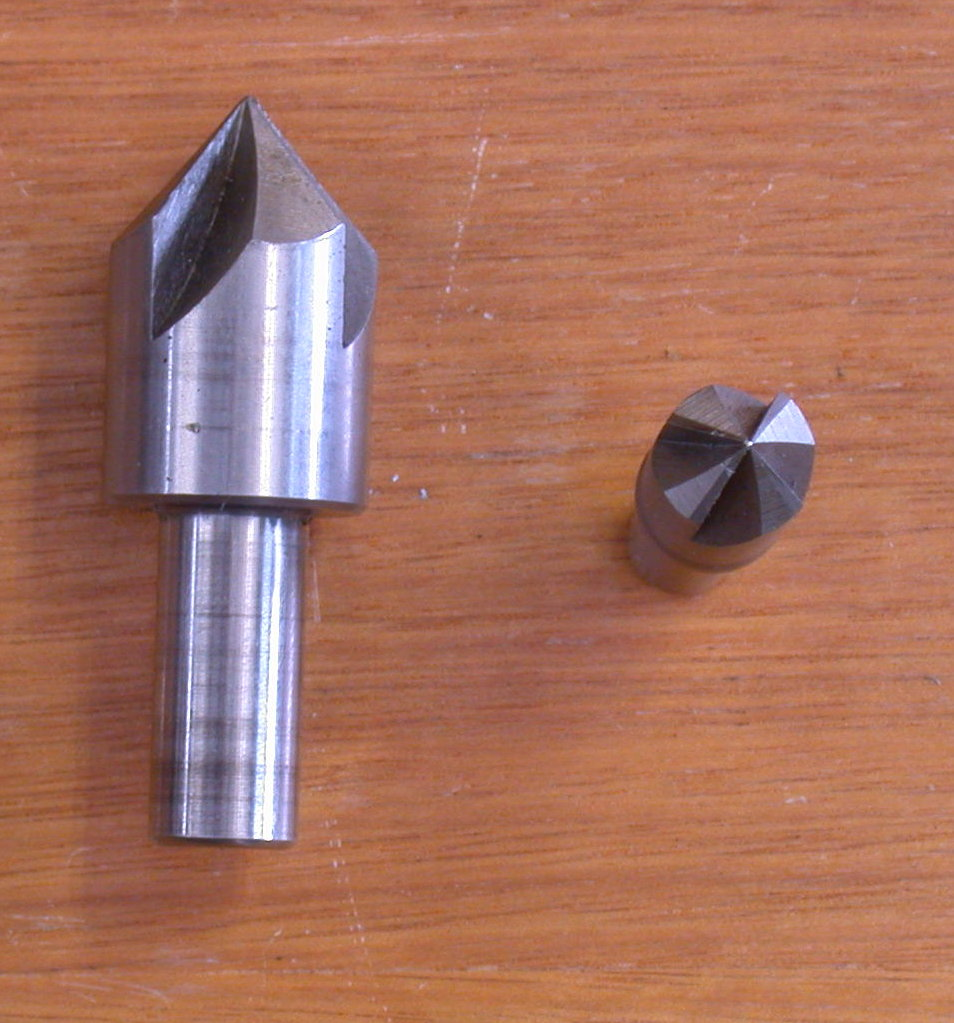
Зенковка

Зенко́вка — многолезвийный режущий инструмент для обработки отверстий в деталях с целью получения конических углублений, опорных плоскостей вокруг отверстий или снятия фасок центровых отверстий. Применяется для обработки просверлённых отверстий под головки болтов, винтов и заклёпок.
Разновидность зенковки для цилиндрических углублений и опорных плоскостей называют цековками.

## Виды зенковок
Конические зенковки также состоят из рабочей части и хвостовика. Для обеспечения соосности отверстия и образованного зенковкой углубления могут иметь направляющую цапфу.
Бывают прямые и обратные-двухсоставные (используемые при отсутствии прямого подхода).
По диаметру обрабатываемых отверстий:
- для отверстий от 0,5 до 1,5 мм (простые)
- для отверстий от 0,5 до 6 мм (без предохранительного или с предохранительным конусом)
- для отверстий от 8 до 12 мм (с конусным хвостовиком)

## Зенкование
Зенкование (от нем. Senkung — спуск, склон; погружение, опускание) — процесс обработки с помощью зенковки отверстия в детали для снятия фасок, образования гнёзд под потайные головки крепёжных элементов (заклёпок, болтов, винтов). Не следует путать с зенкерованием — обработки цилиндрических и конических отверстий с целью увеличения их диаметра, повышения качества поверхности и точности.